# Scutiger pes-caprae
Scutiger pes-caprae är en svampart som först beskrevs av Christiaan Hendrik Persoon, och fick sitt nu gällande namn av Bondartsev & Singer 1941. Scutiger pes-caprae ingår i släktet Scutiger och familjen Albatrellaceae.   Inga underarter finns listade i Catalogue of Life.

## Bildgalleri

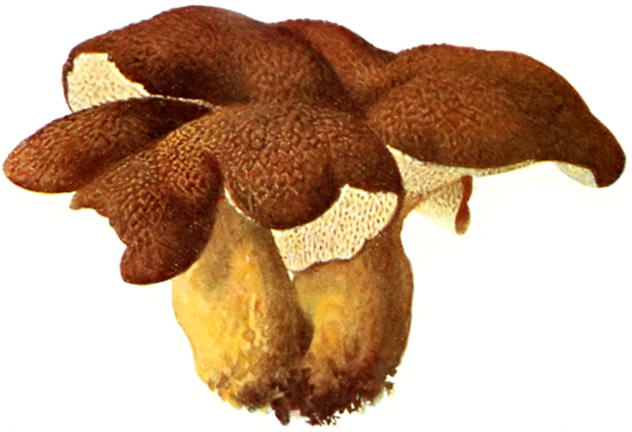
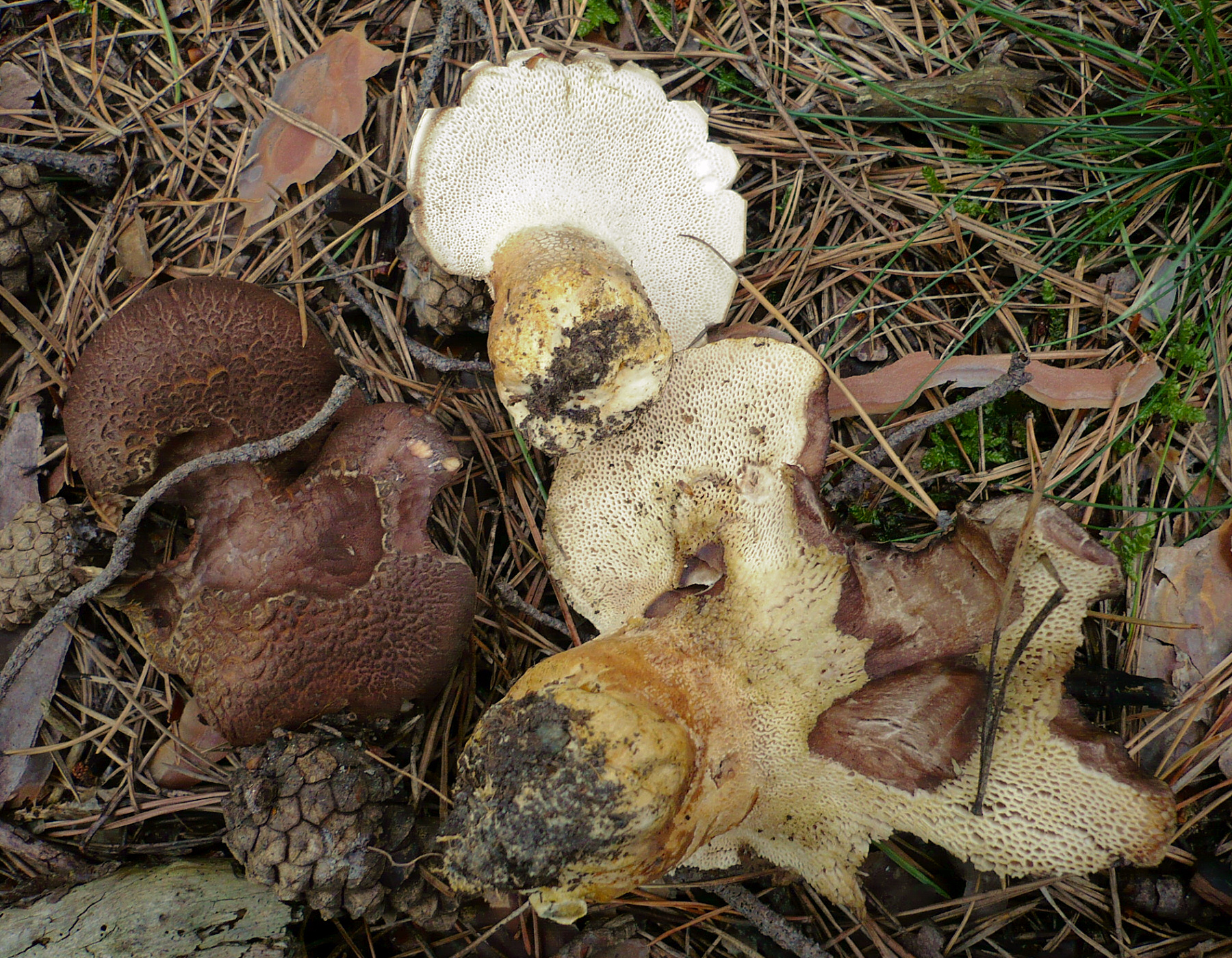
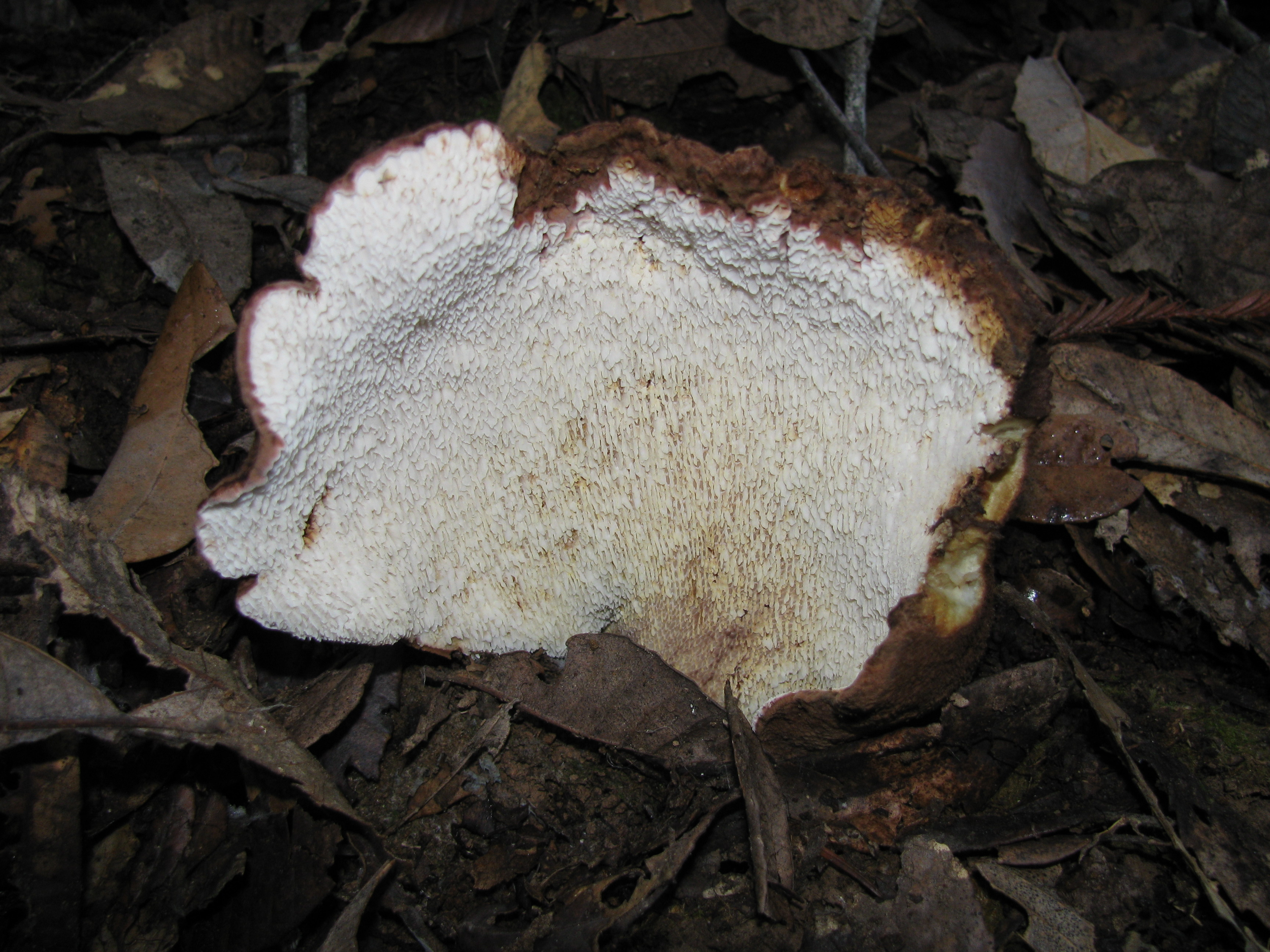
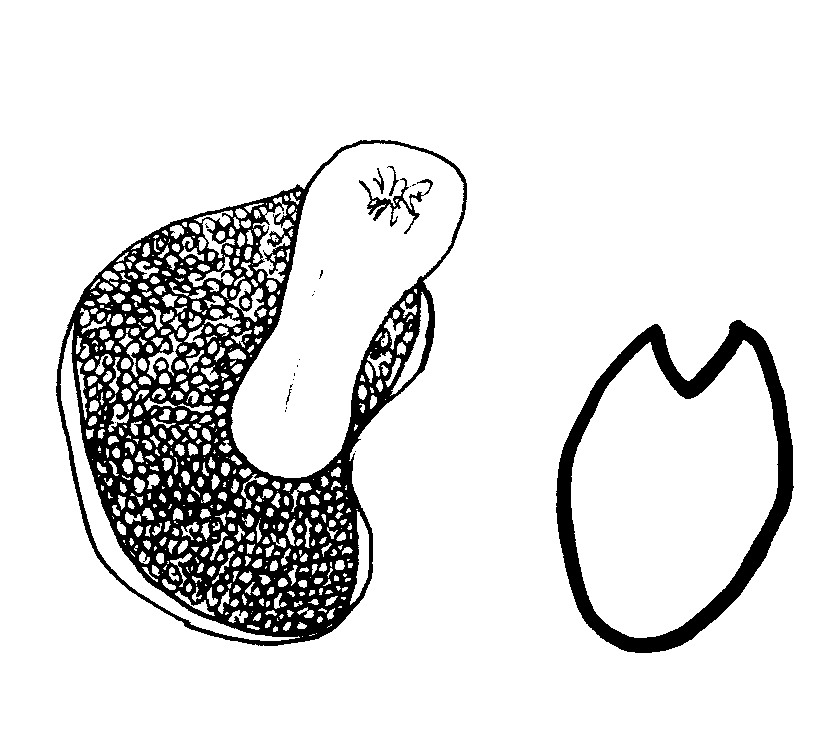